# Martín de Alarcón
Martín de Alarcón (fl. XVIII secolo) è stato un politico spagnolo governatore di Coahuila e del Texas spagnolo dal 1705 al 1708, e di nuovo dal 1716 al 1719.
Fondò la città di San Antonio, il primo insediamento civile spagnolo in Texas.

## Texas

### Primo mandato
Alarcón fu nominato per la prima volta governatore delle province spagnole di Coahuila e Texas nel 1705. A quel tempo, non esistevano insediamenti spagnoli in Texas. L'ultima delle originarie missioni cattoliche nel Texas orientale era stata abbandonata nel 1699. I francesi avevano stabilito insediamenti a ovest del fiume Mississippi e le autorità spagnole temevano che si sarebbero espansi nel Texas. Nel 1707, il viceré della Nuova Spagna ordinò a tutti i governatori provinciali di impedire l'ingresso di stranieri e dei loro beni. Alarcón propose che una delle missioni lungo il Rio Grande, Mission San Bernardo, fosse trasferita in Texas, lungo il fiume Frio. Ciò non avvenne e più tardi, nel 1707, Alarcón autorizzò una spedizione in Texas, principalmente per dissuadere gli indiani della zona dal diventare amici dei francesi. Le truppe spagnole arrivarono solo fino al fiume fiume Colorado (Texas) o río San Marco, ma passarono un po' di tempo ad esplorare l'area intorno al fiume San Antonio e rimasero molto colpiti dalla terra e dalla disponibilità di acqua.

### Secondo mandato
All'inizio del 1716, il governo spagnolo autorizzò un secondo tentativo di convertire al cristianesimo la tribù Hasinai del Texas orientale. Furono istituite quattro missioni e un presidio. Molti dei soldati assegnati al presidio portarono con sé le loro famiglie, che erano costituite dalle prime donne spagnole registrate ad essere entrate in Texas.
Nello stesso anno, Alarcón fu riconfermato governatore di Coahuila e del Texas. Ben presto ricevette la notizia che le nuove missioni erano in gravi difficoltà, con livelli estremamente bassi di provviste. Le loro forniture dovevano provenire dal più vicino insediamento spagnolo, San Juan Bautista, situato a 644 km di distanza. Alarcón prevedeva di creare una stazione di passaggio tra le province interne e le missioni del Texas. Guardò prima le sorgenti del fiume San Antonio, un'area che gli spagnoli avevano mappato nel 1707. Era già sede di una grande comunità di Coahuiltecani.
Mentre Alarcon si recava a San Juan Bautista, punto di partenza per un tentativo di rifornire le missioni, ricevette una lettera da padre Olivares, secondo cui il francese Louis Juchereau de St. Denis aveva stabilito una rete commerciale illegale lungo il Rio Grande. Al suo arrivo a San Juan Bautista, Alarcon avviò un'indagine. St. Denis venne incarcerato durante i quattro mesi di indagine, ma Alarcon non fu in grado di trovare prove che i soldati presidenziali avessero, attivamente o passivamente, permesso il fiorire del commercio illegale nella zona. St. Denis venne rilasciato dal carcere e fuggì di nuovo in Louisiana.

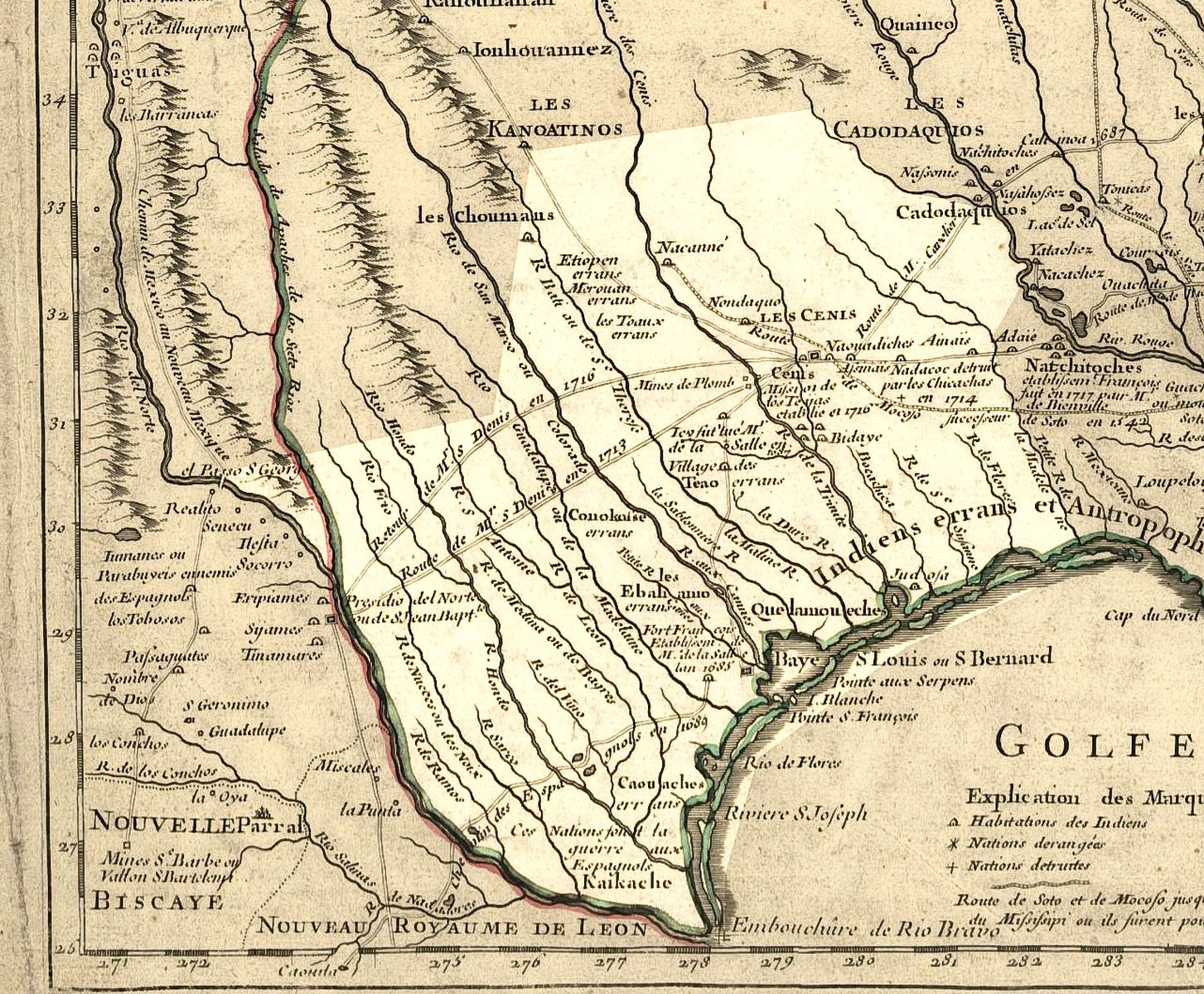
Mappa del Texas nel 1718, durante il governo di Alarcón

Quando l'indagine si concluse, l'inverno era iniziato, rendendo impossibile per Alarcón entrare immediatamente in Texas. Il 9 aprile 1718 Alarcón guidò una spedizione per fondare una comunità nel Texas centrale. Era accompagnato da 72 persone, di cui 10 famiglie che portasrono con sé 548 cavalli, 6 greggi di muli e altro bestiame.

### Fondazione dell'Alamo e di San Antonio
Al loro arrivo, il gruppo costruì una struttura temporanea per servire come missione. Il documento di fondazione della missione è datato 1º maggio 1718. Firmato da Alarcón come "Generale delle Province del Regno delle Nuove Filippine", creò una nuova missione di San Antonio de Valero, per sostituire la vecchia di San Giuseppe per mancanza di acqua nel vecchio sito, e la nuova fondazione venne fatta al nome del Viceré della Nuova Spagna, il Marchese di Valero. La missione sarebbe diventata molto più tardi una guarnigione divenuta famosa come Alamo. A 2 km a nord della missione, Alarcón costruì un presidio, il Presidio San Antonio de Bexar. Vicino al presidio, costituì un nuovo municipio, chiamato Bejar (ora noto come San Antonio), dandogli uno status superiore a un villaggio (pueblo) ma inferiore a una città (ciudad). San Antonio divenne l'unica villa del Texas e i coloni che vi si stabilirono si affidarono all'agricoltura e all'allevamento per sopravvivere.

### Altre attività
Con il nuovo insediamento, Alarcón continuò a rifornire e ispezionare le missioni del Texas orientale. Oltre a rifornire le missioni, fu incaricato di reinsediare gli indiani nei villaggi vicino alle missioni e desiderava indagare se gli spagnoli nel Texas orientale commerciavano illegalmente con i francesi nella vicina Natchitoches.
I missionari stavano diventando sempre più disperati mentre aspettavano l'arrivo di Alarcón. Nominarono due membri, in rappresentanza di entrambe le scuole missionarie di Querétaro e Zacatecas, per portare un appello personale alle autorità spagnole a Città del Messico. La loro missiva non solo descriveva in dettaglio le privazioni che avevano sopportato e la percepita lentezza della risposta di Alarcón, ma menzionava anche la loro paura che la Francia avrebbe presto annesso i loro insediamenti in Texas.
Durante la visita alle missioni esistenti, Alarcón ordinò che fosse istituita una nuova missione per i Nassoni. Prima che i suoi ordini potessero essere eseguiti, ricevette una lettera da un esploratore francese, Bernard de la Harpe. La Harpe aveva appena stabilito un avamposto commerciale all'interno del territorio dei Nassoni (ora parte dell'Oklahoma). In una serie di lettere, Alarcón e la Harpe esposero le loro posizioni per i confini tra il territorio delle due nazioni. Alarcón sostenne che l'area in cui si era stabilito la Harpe era in realtà parte del Nuovo Messico spagnolo, mentre la Harpe rispose che tutto il Texas doveva appartenere ai francesi. Sebbene la Harpe avesse sfidato Alarcón a rimuovere la stazione commerciale francese, questi non fece alcun tentativo di farlo.
Alla fine di maggio 1719, Alarcón e i suoi uomini iniziarono il viaggio di ritorno in Messico. Tra il fiume Brazos e il fiume Colorado Alarcón incontrò la Rancheria Grande che era la terra di Yojuane, Ervipiame, Jumano, Mayeye e molti altri gruppi di nativi americani alleati. Durante il viaggio che attraversava la Rancheria Grande, Alarcón tentò di stabilire un facile commercio con la gente della Rancheria designando El Cuilón, che chiamò Juan Rodriguez, un importante Ervipiame, come capo della Rancheria designandolo come comandante.
Mentre Alarcón e compagni erano in viaggio, un gruppo di soldati francesi prese il controllo della missione di San Miguel de los Adeas al suo unico difensore. I soldati francesi spiegarono che stavano arrivando altri 100 soldati, e i coloni spagnoli, i missionari e i soldati rimasti abbandonarono la zona e fuggirono a San Antonio. I missionari inviarono una lettera feroce al viceré, accusando Alarcón delle loro difficoltà e dell'usurpazione francese della loro missione. Il 19 dicembre 1719 Alarcón fu rimosso dall'incarico.